# Кадинский сельсовет (Могилёвский район)
Ка́динский сельсовет (бел. Ка́дзінскі сельсавет) — административная единица на территории Могилёвского района Могилёвской области Республики Беларусь. Административный центр — агрогородок Кадино.

## Галерея

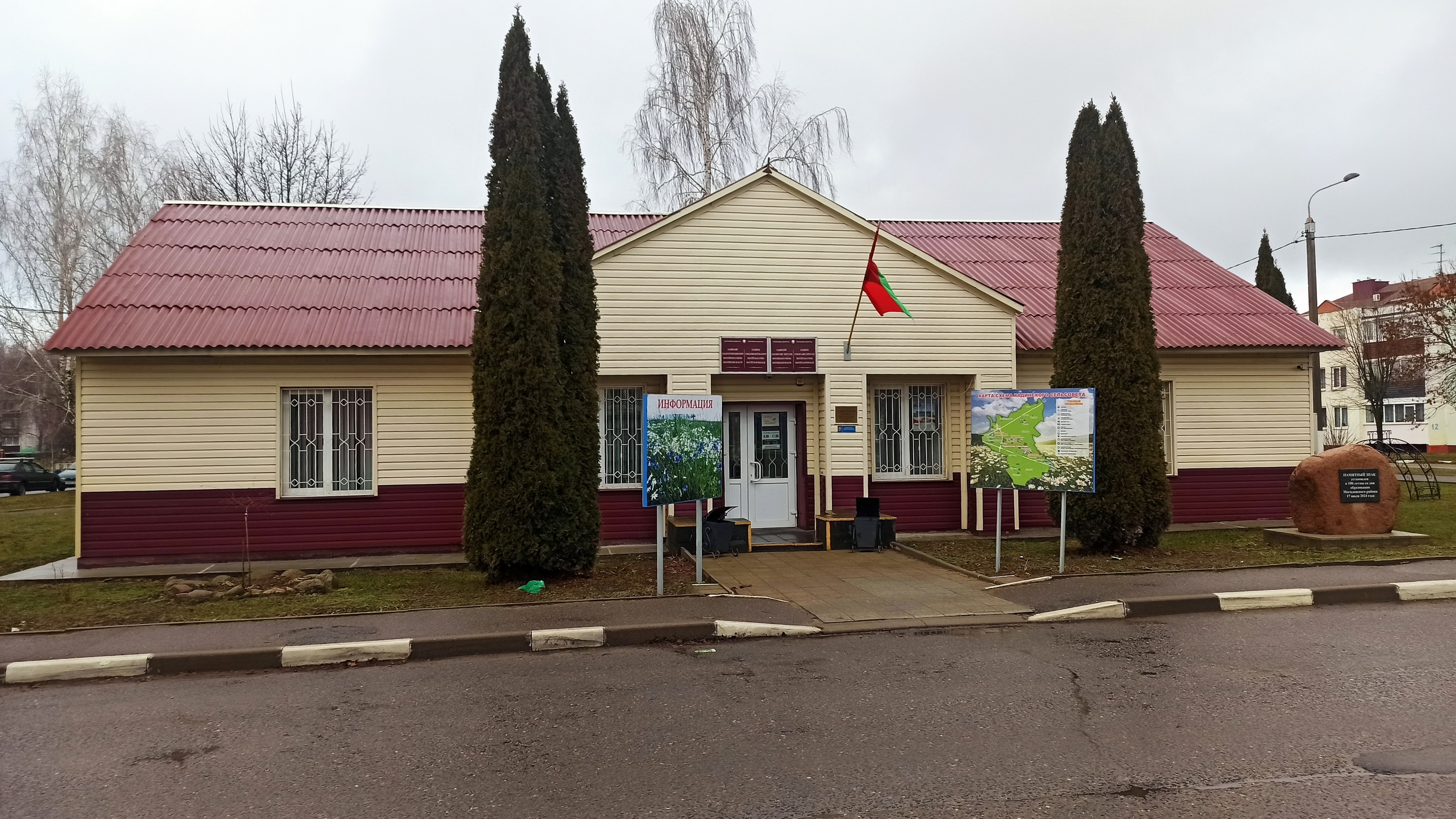
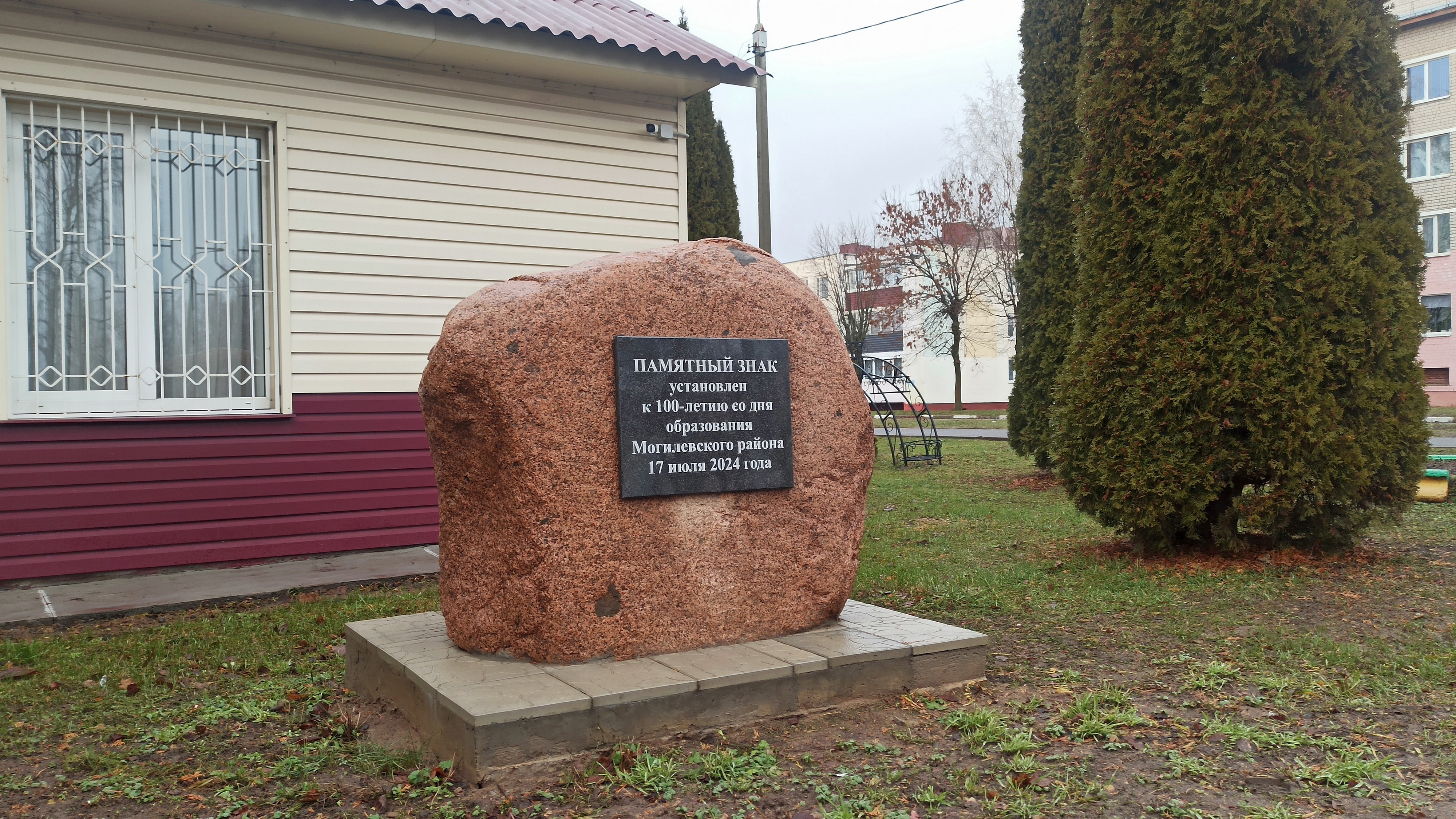
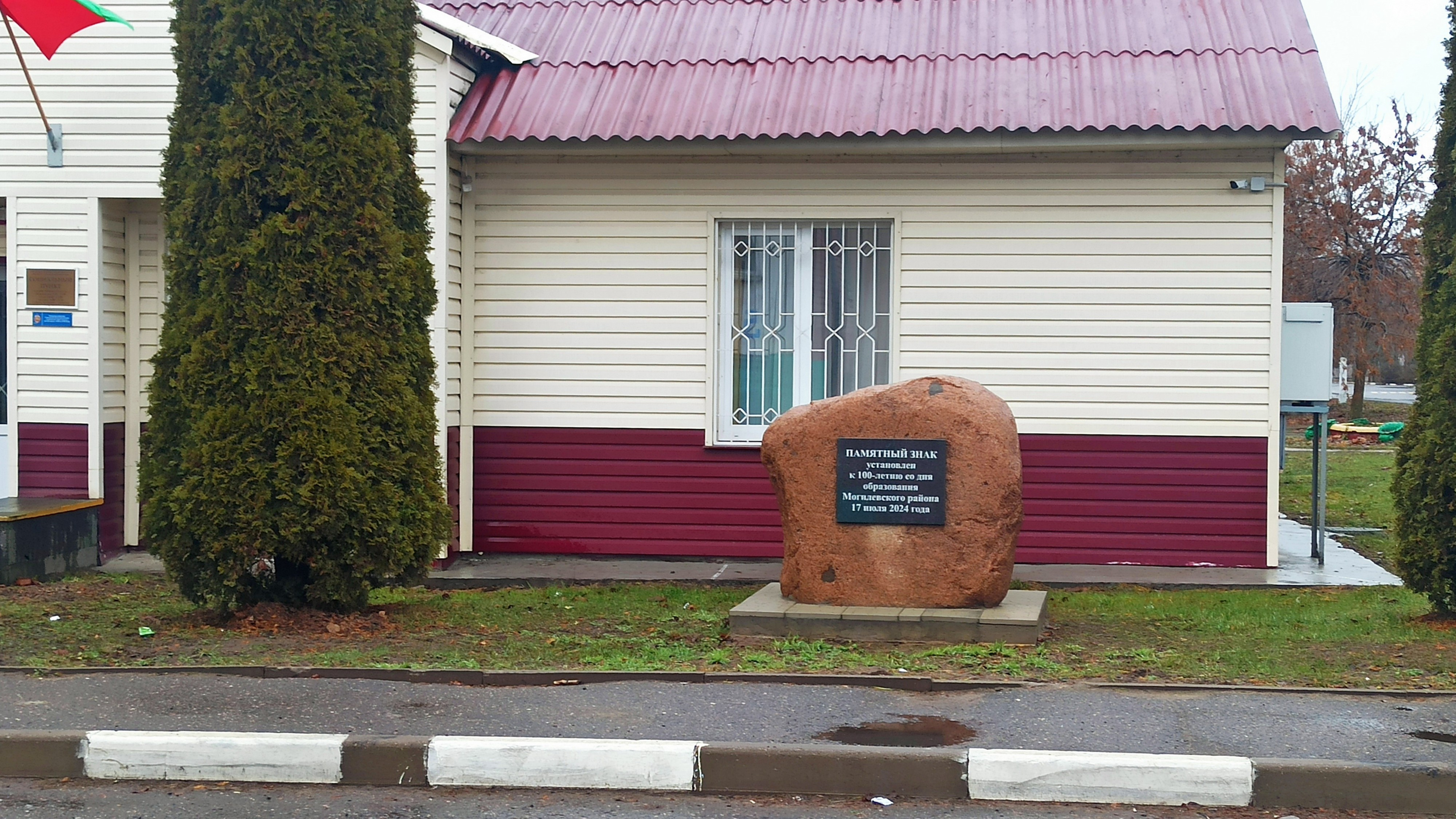

## История
Образован 21 марта 1983 года.

## Состав
Включает 18 населённых пунктов:
- Большая Боровка — деревня
- Брыли — деревня
- Городня — деревня
- Зыли — деревня
- Кадино — агрогородок
- Каменка — деревня
- Качурино — деревня
- Константиновка — деревня
- Латроща — деревня
- Любуж — посёлок
- Малеевка — деревня
- Медвёдовка — деревня
- Подбелье — деревня
- Романовичи — агрогородок
- Тараново — деревня
- Черёмушки — деревня
- Щежерь 1 — деревня
- Щежерь 2 — деревня